# Antares
Antares (α Scorpii nebo Alfa Scorpii, zkr. α Sco) je nejjasnější hvězda v souhvězdí Štíra a 16. nejjasnější hvězda na obloze. Jedná se o dvojhvězdný systém složený z červeného veleobra Antares A spektrální třídy M1,5Iab-Ib a horké modré hvězdy hlavní posloupnosti Antares B spektrální třídy B2,5Ve. Obě složky od sebe dělí úhlová vzdálenost 2,6". Primární složka je přibližně 12krát hmotnější než Slunce a její poloměr 680 až 850krát převyšuje sluneční poloměr. Zářivý výkon je řádově 10 000krát vyšší než sluneční. Díky své hmotnosti je kandidátem na supernovu typu II.
Antares se nachází 5° od roviny ekliptiky, tedy může nastat zákryt Měsícem nebo planetou. Spolu s hvězdami Aldebaran, Regulus a Fomalhaut patří Antares do skupiny známé jako „Královské hvězdy Persie“.
Jedná se o proměnnou hvězdu, jejíž zdánlivá hvězdná velikost se mění mezi +0,6m  a +1,6m. Antares se tak již při pozorování pouhým okem jeví jako načervenalá hvězda. Jde o jednu z největších a nejzářivějších hvězd pozorovatelných pouhým okem.
Antares je členem podskupiny horního Štíra, patřící do OB asociace (asociace Scorpius-Centaurus), v níž je nejjasnějším, nejmasivnějším a nejrozvinutějším členem. OB asociace obsahuje tisíce hvězd s průměrným věkem 12 milionů let ve vzdálenosti přibližně 550 světelných let).

## Vlastnosti

### Antares A

Porovnání velikostí některých hvězd (Antares, Slunce, Arcturus) a dráhy Marsu

Antares je červený veleobr spektrální třídy M1,5Iab-Ib. Odhady jeho poloměru se pohybují mezi 680 a 850 násobky poloměru Slunce. Přesné měření velikosti hvězd tohoto typu není možné, kvůli plynulému přechodu hvězdy v atmosféru. Kromě toho je Antares pulzující proměnnou hvězdou, přičemž svůj poloměr mění v důsledku pulzů až o 20 %, tedy o 165 slunečních průměrů. Pokud by se nacházel ve středu naší sluneční soustavy, sahal by jeho povrch mezi dráhy Marsu a Jupiteru.
Velikost hvězdy Antares lze určit pomocí její paralaxy a úhlového průměru. Paralaxa byla změřena družicí Hipparcos na (5,9 ± 1,0) mas. Úhlový průměr je známý z měření měsíčních zákrytů (41,3 ± 0,1 mas). To ve vzdálenosti 185 pc odpovídá (857 ± 270) slunečním poloměrům.
Na základě měření paralaxy bylo zjištěno, že Antares se nachází někde ve vzdálenosti asi 550 až 600 světelných let (170 až 185 parseků) od Země.
Zářivý výkon v oblasti viditelného spektra je přibližně 10 000krát větší než u Slunce, hvězda ale vyzařuje značnou část své energie v infračervené oblasti spektra. Bolometrická hvězdná velikost je tedy přibližně 100 000krát vyšší než u Slunce. Výpočty hmotnosti hvězdy se pohybují v rozmezí od 11 do 14 hmotností Slunce. Analýza porovnávající efektivní teplotu a zářivost s teoretickými modely vývoje hmotných hvězd, které zahrnují rotaci a hmotnostní ztráty, určila hmotnost na počátku vývoje na 17,2 Sluncí a stáří asi 12 milionů let.

#### Změny jasnosti
Změny jasnosti byly poprvé pozorovány v roce 1952. Od té doby astronomové jasnost Antara monitorují, výsledky ukazují, že je proměnnou hvězdou typu LC, jejíž zdánlivá velikost se pomalu mění od +0,6m  po +1,6m. Některé studie ukazují, že by se jasnost mohla měnit s periodou 1650 ± 640 dnů. Analýza desítky let dlouhé datové řady americké asociace pozorovatelů proměnných hvězd (AAVSO) ale nalezenou periodu nepotvrdila.

#### Ztráty hmoty
Pozorování absorpčních čar ve spektru složky A a pozdější analýza absorpcí v ultrafialové části spektra průvodce prokázala přítomnost obálky v okolí  obou hvězd. Zjištění bylo potvrzeno i pozorováním v radiové oblasti spektra pomocí VLA. Infračervená spektroskopie provedená instrumentem MIRLIN na Keckových dalekohledech detekovala diskrétní strukturu hvězdné obálky, která vznikla v důsledku ztráty hmoty červeného veleobra. Diskrétní strukturu obálky podporují i výsledky interferometrie z dalekohledu Williama Herschela. Pozorování ukázala, že některé části obálky jsou teplejší, což napovídá asymetrii objektu. Další důkazy o existenci shluků v cirkumstelární obálce podal Hubbleův vesmírný dalekohled, když identifikoval čtyři jádra pohybující se různou rychlostí.
Hydrodynamické simulace obálky napovídají, že za jejím asymetrickým tvarem stojí pohyb horkého oblaku ionizovaného vodíku spojeného se složkou Antares B. Dále ukazují, že pozorované chování obálky nejlépe popisuje hvězdný vítr o rychlost 20 km/s, který veleobra ročně připraví o 2·10−6 hmotnosti Slunce. Za svůj život tak hvězda ztratila hmotu přibližně 3 slunečních hmotností.

#### Mlhovina
Obálka, která zahaluje systém Antares bývá také označována za mlhovinu Antares, protože sama vyzařuje na čarách ionizovaného železa a dusíku. Emise je vybuzena zářením oblasti ionizovaného vodíku, která je spojena se složkou B. HII region se nachází mezi veleobrem a modrou složkou dvojhvězdy.
Spektrum mlhoviny je nestandardní, protože se v něm nachází dominantní čáry ionizovaného železa, zatímco typické čáry kyslíku a síry se ve spektru nevyskytují. HII regiony typicky pozorujeme u horkých hvězd spektrální třídy O, u červeného veleobra lze předpokládat nižší teplotu ionizujících elektronů. Simulace ukazují, že jejich teplota nepřesahuje 5 000 K, což je teplota, při které jsou standardně pozorované absorpční čáry pod detekčním limitem. Ve spektru se ale objevuje čára dusíku, která pravděpodobně souvisí se změnou složení hvězdné atmosféry v důsledku probíhajícího CNO cyklu.

#### Proměnná radiální rychlost
Analýza pozorování získaných mezi lety 1909 a 2012 odhalila periodické změny radiální rychlosti primární složky Antares A. Příčinou 2167 dnů dlouhé periody jsou pravděpodobně fyzické pohyby spojené se sekundární složkou a vlastní pulzace hvězdy. Změny efektivní teploty korelují se změnami radiální rychlosti, což je projevem pulzací. V jejich důsledku se poloměr veleobra mění o 19 %.
Periodické změny radiální rychlosti potvrdilo i 5 let trvající pozorování instrumentem ESPARTACO. Antares A se průměrně přibližuje rychlostí 3 km/s, přičemž v extrémech se přibližuje rychlostí 8 km/s, respektive vzdaluje rychlostí 1 km/s. Změřená perioda se pohybuje kolem 2200 dnů.

### Antares B
První nepřímé pozorování slabšího průvodce měl uskutečnit Tobias Bürg při zákrytu hvězdy Měsícem v roce 1819. Jeho pozorování ale není všeobecně považováno za důvěryhodné a hovoří se o možném zkreslení pozorování měsíční atmosférou. Jednoznačně průkazné a přímé pozorování Antara B uskutečnil z Indie James William Grant v roce 1844. Jeho výsledky byly potvrzeny o dva roky později Ormsby M. Mitchelem. První odhad jeho jasnosti uskutečnil roku 1847 William Rutter Dawes. Na základě prvních měření byla úhlová vzdálenost obou složek určena jako 3,5".

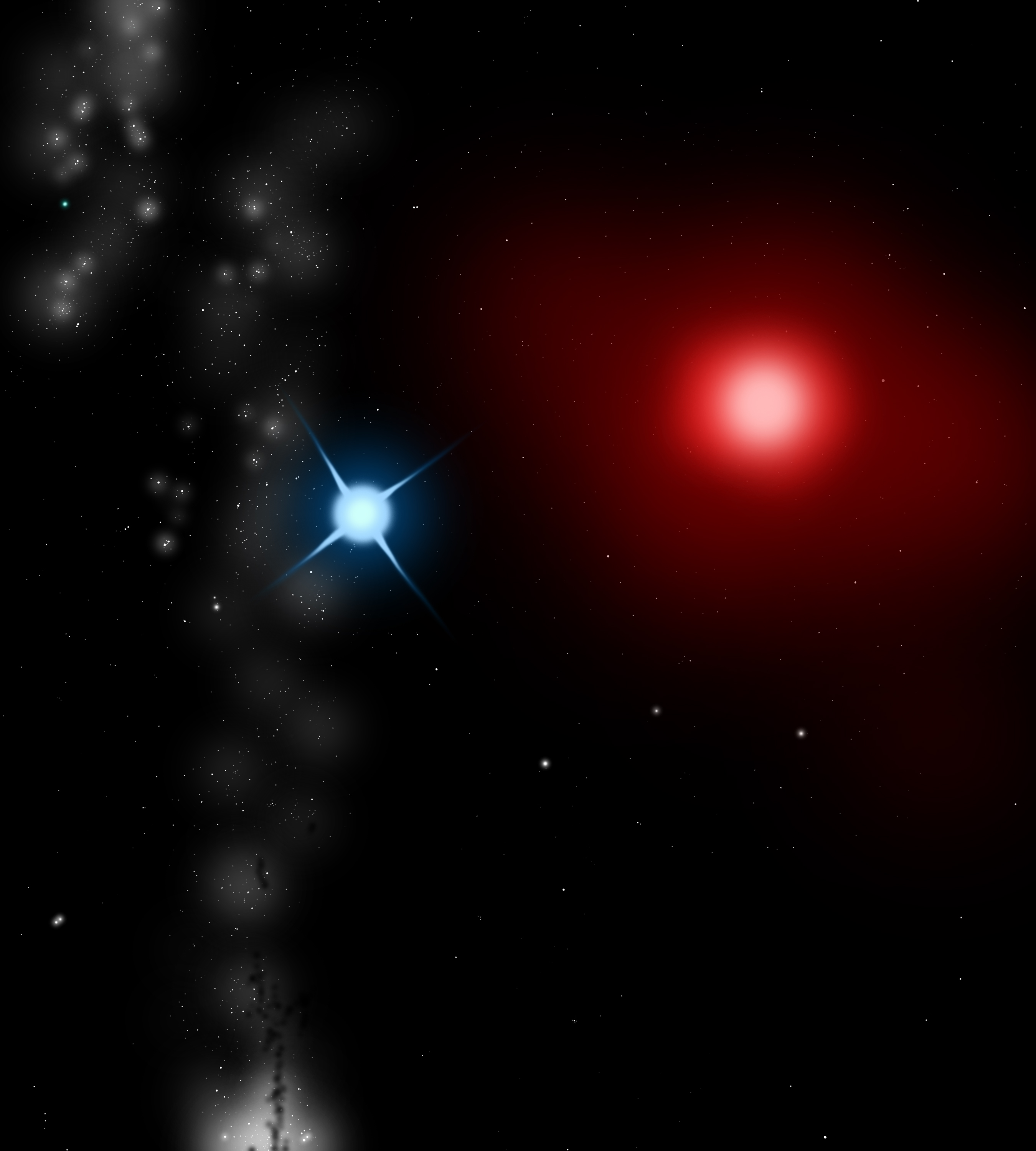
Umělecká představa hvězdy Antares a jejího společníka Antara B

Slabší složka dvojhvězdy Antares se nacházela v roce 2008 ve vzdálenosti 2,73 obloukové vteřiny od hlavní složky Antares A. Fyzická vzdálenost obou složek činí 574 au, protože Antares B se podle výsledků spektroskopického zkoumání nachází 224 au za primární složkou.
Jedná se o modrou hvězdu hlavní posloupnosti spektrální třídy B2.5Ve. Analýza spektrálních čar ukázala, že efektivní teplota hvězdy se pohybuje okolo 18 500 K. S využitím teoretických modelů vývoje hvězd hlavní posloupnosti a uvážením rotačních efektů se hmotnost odhaduje na 7 hmotností Slunce a poloměr na 4,8 slunečního poloměru.  jeho zářivost 2754krát vyšší než zářivý výkon Slunce. Mnoho spektrálních čar naznačuje, že obsahuje i hmotou vyvrženou z Antara A.
Přesné dráhové parametry nejsou přesně známy, doba oběhu uváděná v různých studiích se liší, od 880, přes 1218 let až po výsledky aplikace 3. Keplerova zákona, kde se pohybuje okolo 2 562 let.

## Pozorování
Antares se nachází v souhvězdí Štíra. Spolu s dalšími jasnými hvězdami Štíra je součástí asterismu Rybářský háček, který je pozorovatelný na jižní obloze.
Z Prahy je kolem 31. května nachází v opozici se Sluncem, tedy je pozorovatelný celou noc. Na konci listopadu není na noční obloze vidět, protože je v konjunkci se Sluncem. Toto období neviditelnosti je delší na severní polokouli než na jižní polokouli vzhledem k výrazné jižní deklinaci hvězdy.
Antares B je obtížné spatřit v malém dalekohledu, protože se nachází příliš blízko Antara A a rozdíl jejich jasností je příliš velký. Dobře rozlišitelný je v dalekohledu s průměrem alespoň 200 mm.
Barva Antara B je často popisována jako zelená, ale to je pravděpodobně kontrastní účinek nebo výsledek míšení světla z obou hvězd při pozorování přístrojem s nedostatečným úhlovým rozlišením. Antares B může být někdy pozorována i malým dalekohledem na několik sekund při měsíčních zákrytech zatímco je Antares A skryta Měsícem. Barva Antara B pozorovaného samostatně při zákrytu jasnější hvězdy je modrá nebo modrozelená.

### Historie a etymologie
Antares patří mezi nejjasnější hvězdy na obloze a zároveň je součástí dobře rozpoznatelného souhvězdí Štíra, není proto divu, že neušel pozornosti mnoha starověkých kultur.
V Babylonských záznamech pocházejících prokazatelně z éry před rokem 1100 př. n. l. Antares zde nese jméno GAB.GIR.TAB, v překladu Hruď Štíra. Záznamy z období mezi lety 1100 až 700 př. n. l. pak spojují hvězdu s bohyní Išharou. Pozdější řecký název Καρδιά Σκορπιού (Kardia Skorpiū) v překladu znamená Srdce Štíra. Odtud přímým překladem vznikl arabský název Calbalakrab nebo latinský Cor Scorpii. V Mezopotámii byl Antares znám pod názvy Urbat, Bilu-sha-ziri (Lord jádra), Kak-shisa (Stvořitel blahobytu), Dar Lugal (Král), Masu Sar (Hrdina a král) nebo Kakkab Bir (Rumělková hvězda). Ve starém Egyptě zvaný ṯms n ẖntt (Ta červená vpředu), spolu se souhvězdím Štíra pak reprezentoval bohyni Serket. V Persii byl znám jako Satevis, jedna ze čtyř „královských hvězd“. V Indii byly Jyeṣṭhā (nejstarší nebo největší) společně s hvězdami σ a τ Scorpiijs jedny z Nakṣatra (hinduistických měsíčních sídel) Maoři Antares nazývali Rēhua a považovali ho za nejvýznamnější z hvězd. Rēhua je otcem Puanga/Puaka (Rigel), důležité hvězdy ve výpočtu maorského kalendáře. Lidé aboridžinského kmene Wotjobaluk z jihovýchodní Austrálie znali Antares jako Djuit, syna Marpean-kurrk (Arcturus); hvězdy na každé straně představovaly jeho manželky. Kmen Kulin považoval Antares (Balayang) za bratra Bunjil (Altair).
Moderní pojmenování Antares se poprvé objevuje v díle Ptolemaia psané jako Άντάρης, předpokládá se, že vzniklo složením řeckých slov αντι a Άρης, což v překladu znamená proti Marsu, to může souviset s jejich barevnou podobností. Astrologové považovali souhvězdí Štíra za domov planety Mars, což nabízí jiné vysvětlení pojmenování Antara. Jméno Antares je oficiálně schváleno Mezinárodní astronomickou unii (IAU).

## Poloha na ekliptice
Antares je jednou ze čtyř největších hvězd, které leží do 5° od ekliptiky (jako Spica, Regulus a Aldebaran), a proto může být zakryta Měsícem a zřídka také Venuší. Poslední zákryt Antara Venuší nastal dne 17. září 525 před naším letopočtem, příští nastane dne 17. listopadu 2400. Ostatní planety v posledním tisíciletí Antara nezakryly a neučiní tak ani v příštím tisíciletí, protože budou procházet vždy severně od hvězdy Antares. Dne 31. července 2009 byl Antares zakryt Měsícem. Tato událost byla viditelná z jižní Asie a Středního východu. Každý rok kolem 2. prosince Slunce projde o 5° na sever od Antara.

## Antares v kultuře
- Cor Scorpii - norská black metalová kapela[50]